# Bird-in-Hand
Bird-in-Hand es un lugar designado por el censo ubicado en el condado de Lancaster en el estado estadounidense de Pensilvania. En el año 2010 tenía una población de 402 habitantes.

## Geografía
Bird-in-Hand se encuentra ubicado en las coordenadas 40°2′12″N 76°11′22″O / 40.03667, -76.18944.